# جاك فيكرز
جاك فيكرز (بالإنجليزية: Jack Vickers)‏ (7 أغسطس 1908 - 24 سبتمبر 1980 في المملكة المتحدة) هو لاعب كرة قدم بريطاني (وحمل سابقاً جنسية المملكة المتحدة لبريطانيا العظمى وأيرلندا) في مركز الدفاع. لعب مع بورت فايل وتشارلتون أثلتيك ونادي دونكاستر روفرز ونادي هارتلبول يونايتد ونيوبورت كونتي وهال سيتي وبيشوب أوكلاند ‏ ونادي ساوث شيلدز ‏ وStockton F.C. ‏ ودارلينجتون إف سى.